# Onthophagus curvicornis
Onthophagus curvicornis är en skalbaggsart som beskrevs av Pierre André Latreille 1812. Onthophagus curvicornis ingår i släktet Onthophagus och familjen bladhorningar. Inga underarter finns listade i Catalogue of Life.